# Randesund
Randesund is een voormalige gemeente in de toenmalige provincie Vest-Agder in Noorwegen. In 1964 werd de gemeente bij Kristiansand gevoegd. 
Randesund werd in 1893 een zelfstandige gemeente. Tot dan was het deel van de gemeente Oddernes. 
De voormalige gemeente, aan de oostkant van de stad, is inmiddels volledig met de stad Kristiansand vergroeid. Op het grondgebied verrezen nieuwe wijken zoals Hånes, Søm en Odderhei. Randesund vormt nogwel een aparte parochie binnen de Noorse kerk. Naast de oude parochiekerk staat er sinds 2004 een tweede kerk in Søm.